# Ligue des champions de la CAF 2010
Navigation
Édition précédente Édition suivante
La Ligue des champions de la CAF 2010 est la 45e édition de la plus importante compétition africaine de clubs mettant aux prises les meilleures clubs de football du continent africain. Il s'agit également de la 14e édition sous la dénomination Ligue des champions. La compétition débute le 12 février 2010 et se termine au mois de novembre de la même année. Les équipes ayant atteint la phase des poules lors de l'édition précédentes sont exemptes du tour préliminaire.
À l'issue de la compétition le TP Mazembe conserve son titre, remportant ainsi la quatrième Ligue des champions de son histoire.

## Primes monétaires
Les primes monétaires de l'édition 2010 sont distribués aux clubs terminant dans les 8 premiers, comme suit:
| Classement      | Prime       |
| --------------- | ----------- |
| Champion        | 1 500 000 $ |
| Finaliste       | 1 000 000 $ |
| Demi-finalistes | 700 000 $   |
| 3e en groupe    | 500 000 $   |
| 4e en groupe    | 400 000 $   |

## Participants
- Théoriquement, jusqu'à 55 fédérations membres de la CAF peuvent entrer dans la CAF Champions League 2010.
- Les 12 pays les mieux classés en fonction du Classement 5-Year de la CAF peuvent également inscrire 2 équipes par compétition. Pour la compétition de cette année, la Confédération africaine de football va utiliser Classement 5-Year de la CAF d'entre 2004 et 2008. En conséquence, un maximum de 67 équipes ont pu entrer dans le tournoi (ce nombre n'a jamais été atteint).

Ci-dessous le schéma de qualification pour la compétition. Les nations sont affichées en fonction de leur Classement 5-Year de la CAF :
| Fédération                                                                 | Club                                                            | Classement                                                                       |
| Fédérations avec deux représentants (Classées entre 1er et 14e)            | Fédérations avec deux représentants (Classées entre 1er et 14e) | Fédérations avec deux représentants (Classées entre 1er et 14e)                  |
| -------------------------------------------------------------------------- | --------------------------------------------------------------- | -------------------------------------------------------------------------------- |
| Tunisie (1er - 44 pts)                                                     | ES Tunis                                                        | Championnat de Tunisie de football 2008-2009 - Champion                          |
| Tunisie (1er - 44 pts)                                                     | Club africain                                                   | Championnat de Tunisie de football 2008-2009 - Vice-champion                     |
| Égypte (2e - 36 pts)                                                       | Al Ahly SC                                                      | Championnat d'Égypte de football 2008-2009 - Champion                            |
| Égypte (2e - 36 pts)                                                       | Ismaily SC                                                      | Championnat d'Égypte de football 2008-2009 - Vice-champion                       |
| Nigeria (3e - 21 pts)                                                      | Bayelsa United FC                                               | Championnat du Nigeria de football 2008-2009 - Champion                          |
| Nigeria (3e - 21 pts)                                                      | Heartland FC                                                    | Championnat du Nigeria de football 2008-2009 - Vice-champion                     |
| Ghana (=4e - 13 pts)                                                       | Asante Kotoko FC                                                | Championnat du Ghana de football 2008-2009 - Vice-champion                       |
| Maroc (=4e - 13 pts)                                                       | Raja CA                                                         | Championnat du Maroc de football 2008-2009 - Champion                            |
| Maroc (=4e - 13 pts)                                                       | DH El Jadida                                                    | Championnat du Maroc de football 2008-2009 - Vice-champion                       |
| Côte d'Ivoire (6e - 11 pts)                                                | ASEC Mimosas                                                    | Championnat de Côte d'Ivoire de football 2009 - Champion                         |
| Côte d'Ivoire (6e - 11 pts)                                                | Africa Sports                                                   | Championnat de Côte d'Ivoire de football 2009 - Vice-champion                    |
| Soudan (7e - 10 pts)                                                       | Al Hilal                                                        | Championnat du Soudan de football 2009 - Champion                                |
| Soudan (7e - 10 pts)                                                       | Al Merreikh                                                     | Championnat du Soudan de football 2009 - Vice-champion                           |
| Cameroun (8e - 8 pts)                                                      | Tiko United                                                     | Championnat du Cameroun de football 2008-2009 - Champion                         |
| Cameroun (8e - 8 pts)                                                      | Union Douala                                                    | Championnat du Cameroun de football 2008-2009 - Vice-champion                    |
| Afrique du Sud (9e - 7 pts)                                                | Supersport United FC                                            | Championnat d'Afrique du Sud de football 2008-2009 - Champion                    |
| Afrique du Sud (9e - 7 pts)                                                | Orlando Pirates FC                                              | Championnat d'Afrique du Sud de football 2008-2009 - Vice-champion               |
| Algérie (10e - 6 pts)                                                      | ES Sétif                                                        | Championnat d'Algérie de football 2008-2009 - Champion                           |
| Algérie (10e - 6 pts)                                                      | JS Kabylie                                                      | Championnat d'Algérie de football 2008-2009 - Vice-champion                      |
| République démocratique du Congo (11e - 5 pts)                             | TP Mazembe T                                                    | Championnat de République démocratique du Congo de football 2009 - Champion      |
| République démocratique du Congo (11e - 5 pts)                             | FC Saint Éloi Lupopo                                            | Championnat de République démocratique du Congo de football 2009 - Vice-champion |
| Angola (12e - 4 pts)                                                       | Petro Atlético                                                  | Championnat d'Angola de football 2009 - Champion                                 |
| Angola (12e - 4 pts)                                                       | Recreativo Libolo                                               | Championnat d'Angola de football 2009 - Vice-champion                            |
| Libye (=13e - 3 pts)                                                       | Al Ittihad Tripoli                                              | Championnat de Libye de football 2008-2009 - Champion                            |
| Libye (=13e - 3 pts)                                                       | Al Ahly Benghazi                                                | Championnat de Libye de football 2008-2009 - Vice-champion                       |
| Zimbabwe (=13e - 3 pts)                                                    | Gunners FC                                                      | Championnat du Zimbabwe de football 2009 - Champion                              |
| Zimbabwe (=13e - 3 pts)                                                    | Dynamos FC                                                      | Championnat du Zimbabwe de football 2009 - Vice-champion                         |
| Fédérations avec un seul représentant (Classées plus bas que la 13e place) |                                                                 |                                                                                  |
| Sénégal (=13e - 3 pts)                                                     | ASC Linguère                                                    | Championnat du Sénégal de football 2009 - Champion                               |
| Guinée équatoriale (=16e - 1 pt)                                           | CD Elá Nguema                                                   | Championnat de Guinée équatoriale de football 2009 - Champion                    |
| Gabon (=16e - 1 pt)                                                        | AS Stade Mandji                                                 | Championnat du Gabon de football 2008-2009 - Champion                            |
| Guinée (=16e - 1 pt)                                                       | Fello Star                                                      | Championnat de Guinée de football 2008-2009 - Champion                           |
| Bénin                                                                      | —                                                               | —                                                                                |
| Botswana                                                                   | Gaborone United SC                                              | Championnat du Botswana de football 2008-2009 - Champion                         |
| Burkina Faso                                                               | ASFA Yennenga                                                   | Championnat du Burkina Faso de football 2009 - Champion                          |
| Burundi                                                                    | Vital'O FC                                                      | Championnat du Burundi de football 2009 - 2009 Champion                          |
| Centrafrique                                                               | AS Tempête Mocaf                                                | Championnat de République centrafricaine de football 2009 - Champion             |
| Congo                                                                      | Diables noirs                                                   | Championnat du Congo de football 2009 - Champion                                 |
| Tchad                                                                      | Gazelle FC                                                      | Championnat du Tchad de football 2009 - Champion                                 |
| Comores                                                                    | Apache Club de Mitsamiouli                                      | Championnat des Comores de football 2009 - Champion                              |
| Éthiopie                                                                   | Saint-George SA                                                 | Championnat d'Éthiopie de football 2008-2009 - Champion                          |
| Gambie                                                                     | Armed Forces FC                                                 | Championnat de Gambie de football 2009 - Champion                                |
| Guinée-Bissau                                                              | CF Os Balantas                                                  | Championnat de Guinée-Bissau de football 2008-2009 - Champion                    |
| Kenya                                                                      | Sofapaka FC                                                     | Championnat du Kenya de football 2009 - Champion                                 |
| Madagascar                                                                 | Ajesaia                                                         | Championnat de Madagascar de football 2009 - Champion                            |
| Mali                                                                       | Djoliba AC                                                      | Championnat du Mali de football 2009 - Champion                                  |
| Maurice                                                                    | Curepipe Starlight SC                                           | Championnat de Maurice de football 2008-2009 - Champion                          |
| Mozambique                                                                 | CF Maputo                                                       | Championnat du Mozambique de football 2009 - Champion                            |
| Niger                                                                      | Sahel SC                                                        | Championnat du Niger de football 2009 - Champion                                 |
| Ouganda                                                                    | Uganda Revenue Authority SC                                     | Championnat d'Ouganda de football 2008-2009 - Champion                           |
| La Réunion                                                                 | US Stade Tamponnaise                                            | Championnat de La Réunion de football 2009 - Champion                            |
| Rwanda                                                                     | APR FC                                                          | Championnat du Rwanda de football 2008-2009 - Champion                           |
| Seychelles                                                                 | La Passe FC                                                     | Championnat des Seychelles de football 2009 - Champion                           |
| Sierra Leone                                                               | East End Lions FC                                               | Championnat de Sierra Leone de football 2009 - Champion                          |
| Sao Tomé-et-Principe                                                       | —                                                               | —                                                                                |
| Swaziland                                                                  | Mbabane Swallows                                                | Championnat du Swaziland de football 2008-2009 - Champion                        |
| Tanzanie                                                                   | Young Africans FC                                               | Championnat de Tanzanie de football 2008-2009 - Champion                         |
| Zambie                                                                     | Zanaco FC                                                       | Championnat de Zambie de football 2009 - Champion                                |
| Zanzibar                                                                   | Mafunzo FC                                                      | Championnat de Zanzibar de football 2009 - Champion                              |

Les équipes non classées n'ont pas assez de points pour avoir une équipe dans la compétition. Les clubs en gras sont dispensés du tour préliminaire.

## Phase qualificative

### Tour préliminaire
Le tour préliminaire est programmé pour le 12,13 et 14 février 2010, et les matchs retour pour le 26, 27 et 28 février 2010. Six équipes sont dispensées de ce tour :
- Al Ahly SC
- ASEC Mimosas
- Heartland FC
- TP Mazembe
- Al Hilal
- Dynamos FC

| Équipe 1                    | Résultat | Équipe 2              | Aller | Retour | Tab   |
| --------------------------- | -------- | --------------------- | ----- | ------ | ----- |
| APR FC                      | 3 - 2    | Recreativo Libolo     | 2 - 2 | 1 - 0  | -     |
| Djoliba AC                  | 1 - 0    | Al Ahly Benghazi      | 1 - 0 | 0 - 0  | -     |
| ASC Linguère                | 2 - 2    | Asante Kotoko FC      | 2 - 0 | 0 - 2  | 4 - 2 |
| Sofapaka FC                 | 0 - 2    | Ismaily SC            | 0 - 0 | 0 - 2  | -     |
| US Stade Tamponnaise        | 5 - 2    | Ajesaia               | 2 - 1 | 3 - 1  | -     |
| Benin 1                     | -        | Africa Sports         | -     | -      | -     |
| Fello Star                  | 2 - 4    | Raja CA               | 1 - 3 | 1 - 1  | -     |
| CD Elá Nguema               | 3 - 9    | Petro Atlético        | 2 - 3 | 1 - 6  | -     |
| Sahel SC                    | 2 - 2E   | Club africain         | 2 - 1 | 0 - 1  | -     |
| Armed Forces FC             | 1 - 5    | JS Kabylie            | 1 - 2 | 0 - 3  | -     |
| Gazelle FC                  | 3 - 2    | Bayelsa United FC     | 1 - 0 | 2 - 2  | -     |
| Saint-George SA             | 2 - 4    | Al Merreikh           | 1 - 1 | 1 - 3  | -     |
| East End Lions FC           | 4 - 5    | ES Tunis              | 2 - 2 | 2 - 3  | -     |
| AS Stade Mandji             | 1 - 6    | ASFA Yennenga         | 0 - 2 | 1 - 4  | -     |
| La Passe FC                 | 2 - 3    | Curepipe Starlight SC | 1 - 0 | 1 - 3  | -     |
| Gaborone United SC          | 2 - 2E   | Orlando Pirates FC    | 0 - 0 | 2 - 2  | -     |
| Young Africans FC           | 2 - 4    | FC Saint Éloi Lupopo  | 2 - 3 | 0 - 1  | -     |
| Mafunzo FC                  | 1 - 6    | Gunners FC            | 1 - 2 | 0 - 4  | -     |
| AS Tempête Mocaf            | 1 - 8    | Al Ittihad Tripoli    | 1 - 2 | 0 - 6  | -     |
| CF Os Balantas              | 0 - 3    | DH El Jadida          | 0 - 0 | 0 - 3  | -     |
| Uganda Revenue Authority SC | 1 - 4    | Zanaco FC             | 1 - 0 | 0 - 4  | -     |
| Sao Tomé-et-Principe 1      | -        | Union Douala          | -     | -      | -     |
| Diables noirs               | 3 - 4    | ES Sétif              | 3 - 2 | 0 - 2  | -     |
| Vital'O FC                  | 4 - 4    | Tiko United           | 2 - 2 | 2 - 2  | 3 - 5 |
| Mbabane Swallows            | 3 - 5    | Supersport United FC  | 1 - 3 | 2 - 2  | -     |
| Apache Club de Mitsamiouli  | 4 - 9    | CF Maputo             | 3 - 5 | 1 - 4  | -     |

### Premier tour
Les seizièmes de finale aller sont programmés pour les 19, 20 et 21 mars, les matchs retour auront lieu du 2 au 4 avril 2010.
| Équipe 1              | Résultat | Équipe 2             | Aller | Retour | Tab   |
| --------------------- | -------- | -------------------- | ----- | ------ | ----- |
| APR FC                | 1 - 2    | TP Mazembe           | 1 - 0 | 0 - 2  | -     |
| Djoliba AC            | 1 - 1    | ASC Linguère         | 1 - 0 | 0 - 1  | 4 - 3 |
| Ismaily SC            | 3 - 2    | US Stade Tamponnaise | 3 - 1 | 0 - 1  | -     |
| Africa Sports         | 1 - 4    | Al Hilal             | 0 - 0 | 1 - 4  | -     |
| Raja CA               | 1 - 2    | Petro Atlético       | 1 - 1 | 0 - 1  | -     |
| Club africain         | 1 - 2    | JS Kabylie           | 1 - 1 | 0 - 1  | -     |
| Gazelle FC            | 1 - 3    | Al Merreikh          | 1 - 1 | 0 - 2  | -     |
| ES Tunis              | 7 - 2    | ASFA Yennenga        | 4 - 1 | 3 - 1  | -     |
| Curepipe Starlight SC | 0 - 6    | Gaborone United SC   | 0 - 3 | 0 - 3  | -     |
| FC Saint Éloi Lupopo  | 0 - 2    | Dynamos FC           | 0 - 1 | 0 - 1  | -     |
| Gunners FC            | 1 - 2    | Al Ahly SC           | 1 - 0 | 0 - 2  | -     |
| Al Ittihad Tripoli    | 2 - 2    | DH El Jadida         | 1 - 1 | 1 - 1  | 4 - 3 |
| Zanaco FC             | 2 - 1    | ASEC Mimosas         | 1 - 0 | 1 - 1  | -     |
| Union Douala          | 0 - 7    | ES Sétif             | 0 - 2 | 0 - 5  | -     |
| Tiko United           | 3 - 3E   | Heartland FC         | 2 - 2 | 1 - 1  | -     |
| Supersport United FC  | 3 - 2    | CF Maputo            | 3 - 0 | 0 - 2  | -     |

### Deuxième tour
Les huitièmes de finale aller sont programmés les 23, 24 et 25 avril et les matchs retour les 8 et 9 mai 2010. Les équipes qui sont éliminées durant ce tour, se verront reversées en Coupe de la confédération 2010.
| Équipe 1             | Résultat | Équipe 2           | Aller | Retour |
| -------------------- | -------- | ------------------ | ----- | ------ |
| Djoliba AC           | 0 - 4    | TP Mazembe         | 0 - 1 | 0 - 3  |
| Al Hilal             | 1 - 4    | Ismaily SC         | 0 - 1 | 1 - 3  |
| JS Kabylie           | 3 - 2    | Petro Atlético     | 2 - 0 | 1 - 2  |
| ES Tunis             | 4 - 1    | Al Merreikh        | 3 - 0 | 1 - 1  |
| Dynamos FC           | 4 - 2    | Gaborone United SC | 4 - 1 | 0 - 1  |
| Al Ittihad Tripoli   | 2 - 3    | Al Ahly SC         | 2 - 0 | 0 - 3  |
| ES Sétif             | 3 - 2    | Zanaco FC          | 1 - 0 | 2 - 2  |
| Supersport United FC | 2 - 4    | Heartland FC       | 1 - 1 | 1 - 3  |

## Phase de groupes
Le tirage au sort a eu lieu le 13 mai 2010 au Caire, en Égypte. Les équipes sont reparties en chapeaux comme indiqué ci-dessous.
| Chapeau 1  | Chapeau 2    | Chapeau 3  | Chapeau 4  |
| ---------- | ------------ | ---------- | ---------- |
| Al Ahly SC | Heartland FC | JS Kabylie | ES Tunis   |
| TP Mazembe | ES Sétif     | Dynamos FC | Ismaily SC |

Les groupes suivants ont résulté du tirage au sort :

### Groupe A
| Rang | Équipe     | Pts | J | G | N | P | Bp | Bc | Diff |  | Résultats (▼ dom., ► ext.) |     |     |     |     |
| ---- | ---------- | --- | - | - | - | - | -- | -- | ---- |  | -------------------------- | --- | --- | --- | --- |
| 1    | ES Tunis   | 13  | 6 | 4 | 1 | 1 | 9  | 4  | +5   |  | ES Tunis                   |     | 3-0 | 2-2 | 1-0 |
| 2    | TP Mazembe | 11  | 6 | 3 | 2 | 1 | 8  | 7  | +1   |  | TP Mazembe                 | 2-1 |     | 2-2 | 2-1 |
| 3    | ES Sétif   | 6   | 6 | 1 | 3 | 2 | 7  | 6  | +1   |  | ES Sétif                   | 0-1 | 0-0 |     | 3-0 |
| 4    | Dynamos FC | 3   | 6 | 1 | 0 | 5 | 2  | 9  | -7   |  | Dynamos FC                 | 0-1 | 0-2 | 1-0 |     |

### Groupe B
| Rang | Équipe       | Pts | J | G | N | P | Bp | Bc | Diff |  | Résultats (▼ dom., ► ext.) |     |     |     |     |
| ---- | ------------ | --- | - | - | - | - | -- | -- | ---- |  | -------------------------- | --- | --- | --- | --- |
| 1    | JS Kabylie   | 14  | 6 | 4 | 2 | 0 | 6  | 2  | +4   |  | JS Kabylie                 |     | 1-0 | 1-0 | 1-0 |
| 2    | Al Ahly SC   | 8   | 6 | 2 | 2 | 2 | 8  | 9  | -1   |  | Al Ahly SC                 | 1-1 |     | 2-1 | 2-1 |
| 3    | Ismaily SC   | 6   | 6 | 2 | 0 | 4 | 7  | 8  | -1   |  | Ismaily SC                 | 0-1 | 4-2 |     | 1-0 |
| 4    | Heartland FC | 5   | 6 | 1 | 2 | 3 | 5  | 7  | -2   |  | Heartland FC               | 1-1 | 1-1 | 2-1 |     |

## Phase finale

### Demi-finales
| Équipe 1   | Résultat | Équipe 2   | Aller | Retour |
| ---------- | -------- | ---------- | ----- | ------ |
| Al Ahly SC | 2 - 2E   | ES Tunis   | 2 - 1 | 0 - 1  |
| TP Mazembe | 3 - 1    | JS Kabylie | 3 - 1 | 0 - 0  |

### Finale
| Aller                         | TP Mazembe                                                  | 5 - 0   | ES Tunis        | Stade municipal, Lubumbashi |                           |
| 31 octobre 2010 15 h 30 UTC+2 | Kasongo 18e 75e · Kaluyituka 45e (pen.) · Singuluma 56e 59e |         |                 | Arbitrage : Kokou Djaoupe   | Arbitrage : Kokou Djaoupe |
| 31 octobre 2010 15 h 30 UTC+2 |                                                             | Rapport | 24e Ben Mansour | Arbitrage : Kokou Djaoupe   | Arbitrage : Kokou Djaoupe |

| Retour                         | ES Tunis     | 1 - 1   | TP Mazembe | Stade olympique, Radès     |                            |
| 13 novembre 2010 18 h 00 UTC+1 | Afful 24e    |         | 68e Kanda  | Arbitrage : Daniel Bennett | Arbitrage : Daniel Bennett |
| 13 novembre 2010 18 h 00 UTC+1 | Ben Amor 25e | Rapport |            | Arbitrage : Daniel Bennett | Arbitrage : Daniel Bennett |

### Tableau final
|  | Demi-finales | Demi-finales | Demi-finales | Demi-finales |              |              | Finale                                                 | Finale | Finale | Finale |
|  |              |              |              |              |              |              |                                                        |        |        |        |
|  |              |              |              |              |              |              | 6 novembre 2010 / 12 novembre 2010, Lubumbashi / Radès |        |        |        |
|  | Espérance ST | Espérance ST | 1            | 1            |              |              |                                                        |        |        |        |
|  | Espérance ST | Espérance ST | 1            | 1            |              |              |                                                        |        |        |        |
|  | Al Ahly SC   | Al Ahly SC   | 2            | 0            |              |              |                                                        |        |        |        |
|  | Al Ahly SC   | Al Ahly SC   | 2            | 0            | Espérance ST | Espérance ST | 0                                                      | 1      |        |        |
|  |              |              |              |              | Espérance ST | Espérance ST | 0                                                      | 1      |        |        |
|  |              |              | TP Mazembe   | TP Mazembe   | 5            | 1            |                                                        |        |        |        |
|  | JS Kabylie   | JS Kabylie   | TP Mazembe   | TP Mazembe   | 5            | 1            | 1                                                      | 0      |        |        |
|  | JS Kabylie   | JS Kabylie   |              |              |              |              |                                                        | 0      |        |        |
|  | TP Mazembe   | TP Mazembe   | 3            | 0            |              |              |                                                        |        |        |        |
|  | TP Mazembe   | TP Mazembe   | 3            | 0            |              |              |                                                        |        |        |        |

## Vainqueur
| Ligue des champions de la CAF Vainqueur 2010 |
| -------------------------------------------- |
| TP Mazembe Quatrième titre                   |

## Meilleurs buteurs
| Rang | Joueur            | Club       | Buts |
| ---- | ----------------- | ---------- | ---- |
| 1    | Michael Eneramo   | ES Tunis   | 8    |
| 2    | Dioko Kaluyituka  | TP Mazembe | 7    |
| 3    | Oussama Darragi   | ES Tunis   | 5    |
| 3    | Wajdi Bouazzi     | ES Tunis   | 5    |
| 3    | Given Singuluma   | TP Mazembe | 5    |
| 6    | Trésor Mputu      | TP Mazembe | 4    |
| 6    | Lazhar Hadj Aissa | ES Sétif   | 4    |